# Studňa (polana)

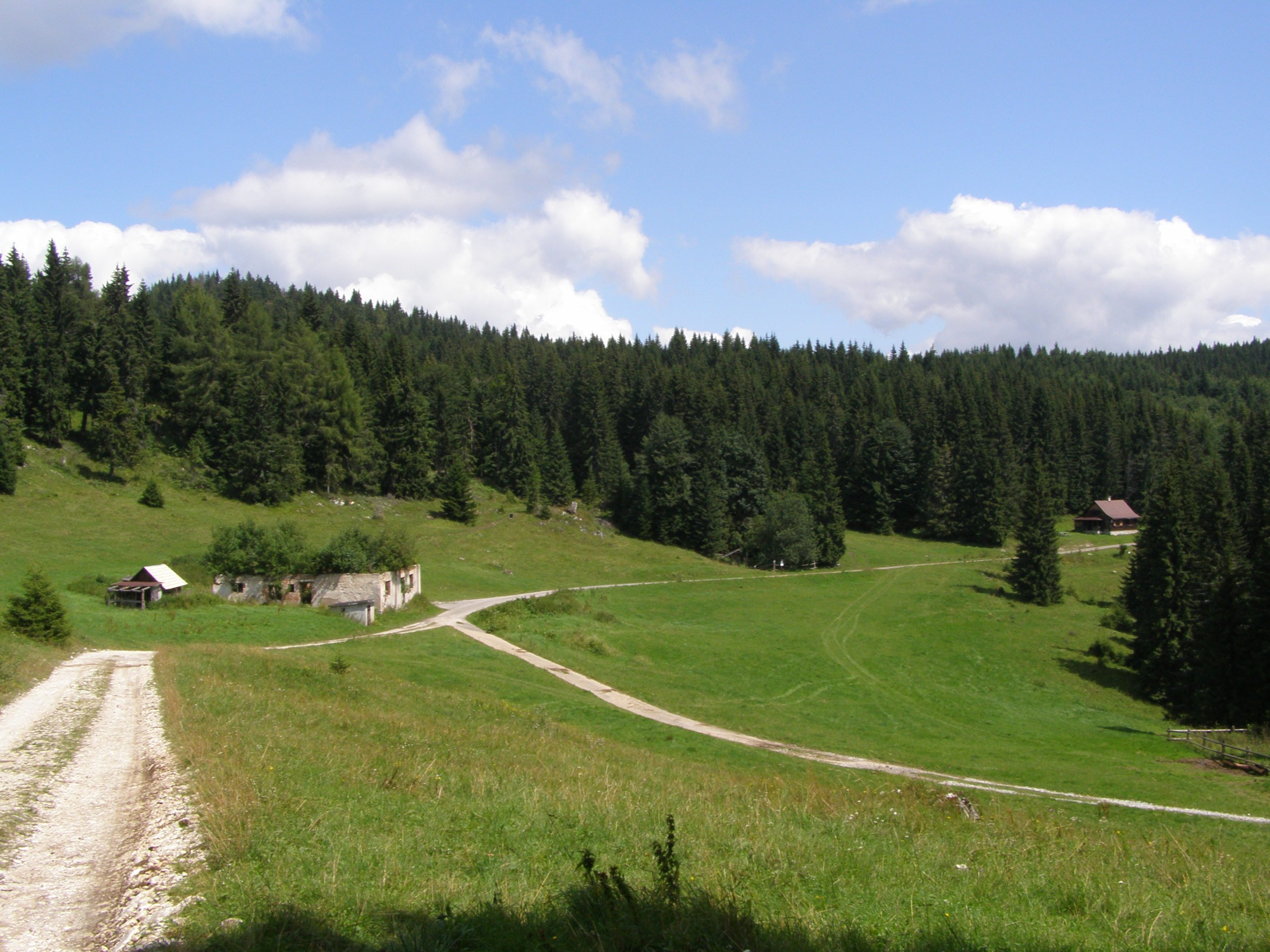
Polana Studňa (2009 r.); widoczne ruiny spalonej gajówki, w głębi, w grupie drzew przy drodze, jaskinia Ľadová jama

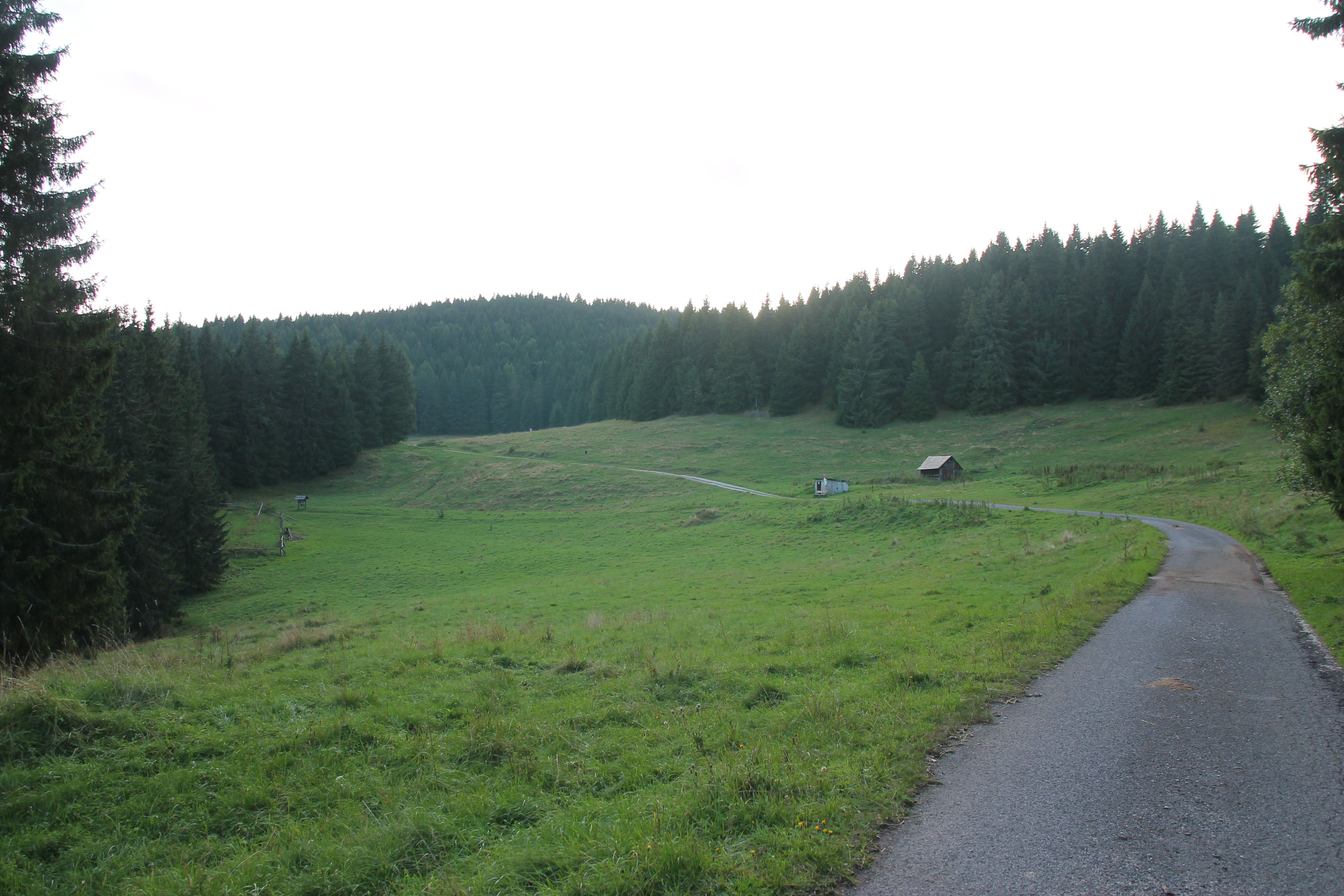
Polana Studňa (2019 r.); już bez ruin gajówki, po lewej pod lasem źródło

Studňa – rozległa, krasowa polana w centralnej części Płaskowyżu Murańskiego w Rudawach Słowackich, w środkowej Słowacji.

## Położenie
Polana ma nieregularny, wydłużony kształt. Ciągnie się na długości ok. 700 m wzdłuż wyraźnego grzbietu, biegnącego od najwyższego szczytu Płaskowyżu, Kľaku (1409 m n.p.m.), w kierunku północno-wschodnim. Grzbietem tym biegnie granica między powiatami Brezno (na północy) i Revuca (na południu). Polana zajmuje stok tego grzbietu wystawiony ku południowemu wschodowi, na wysokości 1160–1190 m n.p.m. Wzdłuż całej polany biegnie wąska droga jezdna, prowadząca z południowo-zachodniego narożnika polany Veľká lúka (niedostępna dla pojazdów samochodowych). Cała polana znajduje się w granicach Parku Narodowego Muránska planina.

## Nazwa
Nazwa polany pochodzi od wydatnego źródła dobrej wody, znajdującego się w dolnej, południowo-wschodniej części polany, jednego z niewielu na Płaskowyżu. W przeszłości odnosiła się głównie do gajówki, usytuowanej tuż ponad drogą biegnącą wzdłuż polany, która spłonęła. Już na początku lat 80. XX w. była ona niezamieszkana. Jeszcze w pierwszych latach XXI w. stały tu ruiny jej murów, obecnie już rozebrane.

## Charakterystyka
Podłoże w rejonie polany budują masywne, jasnoszare wapienie detrytyczne i organiczne tzw. wettersteinskie, pochodzące z okresu triasu. Południowo-wschodnia wystawa powoduje, że rozwinęły się tu, zwłaszcza na stanowiskach o cienkiej warstwie gleby, ciepłolubne murawy, w których występuje szereg gatunków roślin kserofilnych.

## Inne obiekty na polanie
W dolnej części polany, jeszcze nieco poniżej źródła, stoi murowany domek myśliwski należący do słowackich Lasów Państwowych. Obok niego znajduje się wyznaczone miejsce do rozpalania ogniska. Przy wspomnianej wyżej drodze, na wschodnim krańcu polany, stoi drewniana chatka, należąca do Parku Narodowego. Obydwa domki są niedostępne dla turystów.
We wschodniej części polany, tuż nad drogą, znajduje się ukryty wśród zieleni wylot jaskini Ľadová jama (niedostępnej do zwiedzania).

## Turystyka
Polna jest ważnym węzłem znakowanych szlaków turystycznych. Przebiegają przez nią:
- czerwono znakowana tzw. Rudná magistrála na odcinku Veľká lúka - Nižná Kľaková;
- zielono znakowany szlak na odcinku Šindliarka – Sitárovo;
- żółto znakowany szlak na odcinku rozdroże Jaskova Muka – Sitárovo.